# Good Riddance
Good Riddance – amerykańska, punkrockowa grupa muzyczna, pochodząca z Santa Cruz w Kalifornii.
"Klasyczny" skład zespołu to:
- Russ Rankin – wokal
- Luke Pabich – gitara
- Chuck Platt – gitara basowa
- Sean Sellers – perkusja

W swoich utworach, ta wpływowa w latach 90. grupa, krytykowała sytuację polityczną w Stanach Zjednoczonych, jednoznacznie opowiadając się przeciw wojnie, jak również przeciw takim zjawiskom, jak skostniały system dwupartyjny. Teksty dotyczyły także alienacji jednostki w społeczeństwie, jak i samego amerykańskiego społeczeństwa. Grupa odwoływała się również do haseł charakteryzujących ruch straight edge. Nawiązywała do legendarnych zespołów hardcore’owych, jak Black Flag, czy The Adolescents.

## Historia
Grupa została założona w 1986 roku, przez wokalistę Russa Rankina, związanego z ruchem straight edge. Skład zespołu został skompletowany kilka lat później, gdy do Rankina, basisty Chucka Platta i perkusisty Richa McDermotta dołączył gitarzysta, Luke Pabich. Pierwsze demo grupa wydała własnym nakładem w 1990 roku. Trzy lata później zespół wydał swoje pierwsze EP; w tym samym roku przeszedł też do punkowej wytwórni muzycznej, Fat Wreck Chords. Pełnometrażowym albumem Good Riddance zadebiutował w 1995 roku (For God and Country), szybko stając się najchętniej słuchanym zespołem wytwórni. W międzyczasie nowym perkusistą zespołu został Sean "SC" Sellers. Kolejne wydawnictwa w 1996 (A Comprehensive Guide to Moderne Rebellion), i 1998 roku (Ballads from the Revolution), a także trasy koncertowe z takimi zespołami, jak Propagandhi i No Use for a Name, ugruntowały silną pozycję grupy wśród punkowej widowni. Po rezygnacji Sellersa w 1999 roku, zespół nagrywał kolejne albumy z innymi perkusistami, Dave’em Raunem (Lagwagon) oraz Dave’em Wagenschutzem (Kid Dynamite). "Klasyczne" zestawienie zespołu z Sellersem na perkusji ukształtowało się ponownie tuż przed wydaniem płyty My Republic w 2006 roku. Jak się jednak okazało, był to ostatni pełnometrażowy album w historii grupy.
3 kwietnia 2007 roku zespół ogłosił rozpad. Rankin, krytyk zarówno polityczny, jak i muzyczny (kolumnista w rockowym Amp Magazine), jako główną przyczynę rozwiązania Good Riddance podał chęć skupienia się członków zespołu na sprawach rodzinnych i pracy, jak i również obserwacje dotyczące współczesnego świata muzyki. Członkowie zespołu uznali, że scena muzyczna zmieniła się w ostatnich latach zbyt bardzo, i ich materiał, a także styl zostały w pewnym stopniu zapomniane. Krytycznie oceniono zespoły, które na potrzeby rynku zaczęły grać muzykę sprzeczną z ich dotychczasowym dorobkiem.
Grupa zagrała ostatni koncert 27 maja 2007 roku w rodzinnym Santa Cruz. W roku 2008 został wydany pamiątkowy, koncertowy album, stanowiący zapis tamtego wydarzenia. Plany dotyczące wydania płyty DVD z tej samej okazji zostały odwołane.
Po ogłoszonym rozwiązaniu zespołu członkowie Good Riddance zaangażowali się w swoje dotychczasowe poboczne projekty muzyczne: Rankin w zespole Only Crime, Pabich i Sellers w Outlie, zaś Platt w I Want Out.
Grupa wspierała organizację People for the Ethical Treatment of Animals, walczącą o prawa zwierząt. Popierała amerykańską Partię Zielonych.

### Reaktywacja
16 lutego 2012 Good Riddance podali na swojej stronie internetowej informację o reaktywacji zespołu w tym samym składzie (Rankin, Pabich, Platt i Sellers).
W kwietniu 2012 roku Good Riddance zagrali na Lock Up Stage w Leeds i na Reading Festival. W 2015 roku zespół wydał pierwszy od reaktywacji album zatytułowany "Peace in Our Time", a w 2019 kolejny - "Thoughts and Prayers".

## Dyskografia
| Rok  | Tytuł płyty                                  | Wytwórnia muzyczna    |
| ---- | -------------------------------------------- | --------------------- |
| 1990 | Loaded for Bear                              | własny nakład         |
| 1993 | Gidget EP                                    | Little Deputy Records |
| 1994 | Decoy EP                                     | Fat Wreck Chords      |
| 1995 | For God and Country                          | Fat Wreck Chords      |
| 1996 | A Comprehensive Guide to Moderne Rebellion   | Fat Wreck Chords      |
| 1996 | Ignite/Good Riddance Split Split EP          | Revelation Records    |
| 1998 | Ballads from the Revolution                  | Fat Wreck Chords      |
| 1999 | Operation Phoenix                            | Fat Wreck Chords      |
| 2000 | The Phenomenon of Craving EP                 | Fat Wreck Chords      |
| 2001 | Symptoms of a Leveling Spirit                | Fat Wreck Chords      |
| 2001 | Good Riddance/Kill Your Idols Split Split EP | Jade Tree Records     |
| 2002 | Cover Ups                                    | Lorelei Records       |
| 2003 | Bound By Ties of Blood and Affection         | Fat Wreck Chords      |
| 2006 | My Republic                                  | Fat Wreck Chords      |
| 2008 | Remain In Memory – The Final Show            | Fat Wreck Chords      |
| 2015 | Peace in Our Time                            | Fat Wreck Chords      |
| 2019 | Thoughts and Prayers                         | Fat Wreck Chords      |